# Fragging
Fragging指的是蓄意杀害战友（通常是上级）的行为。美軍中的Fragging是越南战争期间出現的概念，Fragging源自fragmentation grenade（破片手榴弹）一词，因为谋杀战友者通常使用的凶器都是手榴弹，以便令事件看上去像是意外或是敌军所为。现在，fragging已能指代所有蓄意杀害军中同僚的行为。
越战后期是fragging事件的高发期，这是因为美国公众对战事不满以及美军纪律涣散所导致的。1969至1972年间，有记载的以及疑似fragging事故总数达904起，另有上百起凶器为枪械的fragging事件，但这类事件就更加难以分辨了，因为其与真实战斗伤亡差别很小，相关记录也不详尽。

## 动机
在人类历史上就存在军人谋杀战友的行为，留下记载的事件有很多。但在越战之前，此类行为在美军中似乎相对少见。酿成Fragging事件的部分原因是军队人员能较为容易地获取爆炸武器，如破片手榴弹。使用手榴弹进行谋杀不会暴露身份，也不会留下弹道证据。有时M18A1闊刀地雷等其他爆炸物也会被用于fragging，枪械也是凶器之一，但在越战期间，军事人员对fragging的定义仅限于用爆炸物杀害战友。  :1,19绝大部分fragging事件发生在陆军和海军陆战队中。在海军、空军中，fragging相对罕见，因为与陆军人员和陆战队员相比，海、空军人员较不易获取到手榴弹。  :30-31
在越南南部，已知的第一起fragging事件发生于1966年，但1968年发生的事件似乎才真正是fragging发生频率上升的原因。当年1月和2月的新春攻勢过后，美国国内和驻越美军（很多军人都是被征召入伍的，而非志愿兵）中的反战呼声增强。次要原因是美陆军和海军陆战队中的种族紧张态势在当年4月馬丁·路德·金恩遇刺案發生后加剧。 :19-21士兵们觉得战争败局已定，愈发不愿冒生命危险，部分士兵将fragging视作“打消上级的作战积极性的最有效手段”。